# 大支
曾冠榕（英語：Tseng Kuan-jung，1979年11月16日—），藝名大支（Dwagie），台灣饒舌歌手。

## 簡介

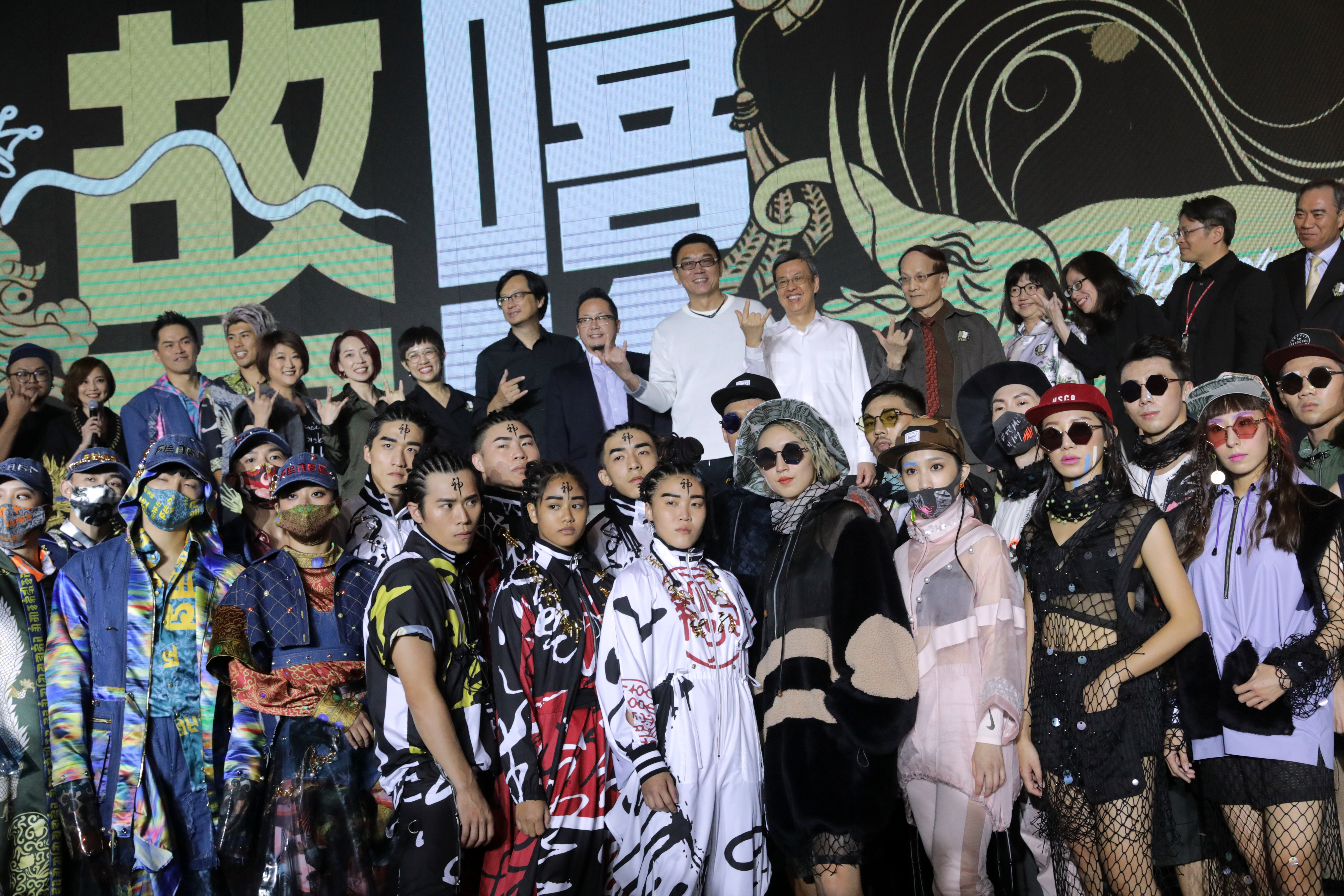
大支曾在2018年「OPEN DATA跨界文化之夜: 嘻哈故宮」活動中演出

大支為台灣最具話題性的饒舌音樂界人物之一，人人有功練音樂工作室創辦人，也是台灣唯一登上美國《時代雜誌》、CNN、英國路透社報導、《泰晤士報》、法國法新社報導、德國《南德意志報》、探索頻道節目《MADE IN TAIWAN》人物專訪的饒舌歌手，十四世達賴喇嘛還為他拍了MV。大支用麥克風譙出社會的真相，從黑幫到政壇，從酒店到A片。除了狠角色的一面之外，也有著一顆溫暖的心，他長期關懷弱勢、吃素救動物。
台灣音樂主流市場中的饒舌藝人並不多見，但大支目前為縱橫地下及非主流市場的饒舌歌手，2011年所發行之專輯《人》，入圍第23屆金曲獎最佳國語專輯獎，並於第3屆金音創作獎獲得最佳專輯獎、最佳嘻哈專輯獎、最佳節奏藍調單曲獎。大支與另一位頗負盛名的饒舌歌手MC HOTDOG在正式出道之前即為好友，兩人自地下時期即有許多合作，在MC HOTDOG的第一張專輯《讓我RAP》以及大支在大馬戲團時期的第一張專輯《舌燦蓮花》就已經有合作許多精彩作品，也在大支的專輯《人》有合唱曲，其音樂創作富多樣性，亦曾邀請重金屬樂團閃靈的主唱林昶佐（Freddy）跨刀，為饒舌和重金屬的跨界合作。

## 公益
大支心繫社會弱勢，如有為臺灣八八水災做的義賣單曲《勿忘傷痛》，也有對國際的關懷，如為2011年東日本大地震的祝願，大支是素食者，篤信佛教。並曾經至印度向第十四世達賴喇嘛請益佛法，並將自己的宗教、動物保護、環境保護理念寫入歌詞。有反應該理念的歌曲《人》（由達賴喇嘛首度跨刀MV）。
大支亦關懷流浪動物，不但自己餵養，更是自拍影片，模仿起魔術師Yif「變出法國麵包」橋段，變出一個可愛的小花貓，呼籲「請用領養代替購買」，網友大讚：「比起魔術，這部影片更具社會關懷的意義。」影片上傳2天，就有超過12萬人次點閱，兩個月內，點閱人數已超過150萬次，不但讓Yif的魔術再次引起討論。也受到外國網友的好評。
2017年12月，大支也默默到場支持由台灣友善動物協會（前身為動物知情權 Vegan30）（页面存档备份，存于）所舉辦的台灣首次動物權遊行，與大家一起走完全程。為了感謝到場參加的民眾，不畏風雨的為動物發聲，還特地贈送40張演唱會門票給大家。他表示，吃素的目的不是為健康，也不是為了追求個人聖潔或是宗教目的，之前寫過《屠宰場之窗》（页面存档备份，存于）及《最後的早晨》（页面存档备份，存于）兩首歌都是跟動物有關的歌曲，他希望可以盡自己小小的力量，來減輕動物的痛苦。
2018年6月，大支主辦《Peace？零皮草演唱會》，攜手MC HotDog，率領熊仔、吵架王BR、韓森以及小人等多位饒舌歌手一同在公館 The Wall 開唱，並邀請有相同理念的朋友們免費參加，希望向大眾傳達「零皮草，尊重生命」的理念。
2019年6月，大支響應世界動物權日，帶領全場200多位民眾，一同宣讀動物權利宣言。並現場表演他的創作歌曲：「你是有選擇的，請別再用皮製品製造痛苦，失去皮膚有誰不會難捱？你也可以選擇不吃肉，讓他們眼神不再害怕，讓陽光在他們背上揮灑！讓他們能到真的泥土上面踏， 讓有心跳有母親的生命回到媽媽身邊吧！」
2020年2月初，大支創作英語繞舌歌曲《WHO》，諷刺世界衛生組織受制於中華人民共和國政府壓力，不容許臺灣參加任何世界衛生組織的會議。

## 爭議
2025年7月，與楊舒雅、閩南狼合作的單曲《辣的》其中一句歌詞：「相信音樂，屁，笑話。我看是相信草紙」，而「草紙」下方的英文翻譯寫「RMB」（人民幣），被認為諷刺五月天到中國大陸開演唱會賺錢，而原本MV片尾有中華民國文化部補助的畫面，被網友發現後即刪除並重新上傳。

## 作品

### 專輯
- 2002年：《舌燦蓮花》
- 2011年：《人》
- 2013年：《不聽》
- 2016年：《硬》
- 2018年：《暗網》
- 2019年：《燃燒の饒舌魂》
- 2020年：《音政樂治》
- 2021年：《台灣隊長》
- 2023年：《愛》

### 其他
- 2002年：《半成年主張》合輯
- 2003年：《畢業幹什麼》合輯
- 2005年：〈台北七仔看啥小〉，收錄於《FC5-118 HitoRadio開站紀念盤》
- 2006年：〈YA殿〉ft.顏冠希JY ，收錄於《嘻哈甜心》
- 2007年：〈mixtape〉，收錄於《最大支》
- 2009年：88風災紀念CD《勿忘傷痛》，款項全數捐助災區
- 2015年：陳建瑋 Feat.大支〈Would you be my girl〉，收錄於陳建瑋《古倫美亞》
- 2021年：熊仔、大支、Leo王〈憑什麼〉【選秀綜藝節目《大嘻哈時代》主題曲】

### 相關電視節目
- 2004年：Discovery《六十分鐘看亞洲：台灣采風》
- 2007年：Discovery《謎樣台灣：台南》
- 2007年：MTV台《狗嘴不吐象牙》主持人
- 2018年：公視《誰來晚餐》（页面存档备份，存于）
- 2021年：台視《大嘻哈時代》評審

### 演出與合作
- 2012年：與Dalai Lama合作，在《人》專輯中的同名歌曲〈人〉跨刀加持。
- 2014年：與Nas合作，featuring《不聽》專輯中的同名歌曲〈不聽〉 。
- 2017年：受邀在Brooklyn Nets主場表演「台灣SONG」 ，為台灣第一位登上NBA演出的饒舌歌手。
- 2019年：和黃明志合作，在《亞洲通話》專輯中的其中一首歌曲〈鬼島〉。
- 2021年：和陈芳语合作演唱《磕头》。[14]

## 獎項紀錄
| 年份 | 屆次            | 專輯               | 獎項               | 入圍            | 結果 |
| ---- | --------------- | ------------------ | ------------------ | --------------- | ---- |
| 2012 | 第23屆金曲獎    | 《人》             | 最佳國語專輯獎     | 《人》          | 提名 |
| 2012 | 第3屆金音創作獎 | 《人》             | 最佳專輯獎         | 《人》          | 獲獎 |
| 2012 | 第3屆金音創作獎 | 《人》             | 最佳嘻哈專輯獎     | 《人》          | 獲獎 |
| 2012 | 第3屆金音創作獎 | 《人》             | 最佳嘻哈單曲獎     | 〈蘭芭詞〉      | 提名 |
| 2012 | 第3屆金音創作獎 | 《人》             | 最佳嘻哈單曲獎     | 〈芭樂〉        | 提名 |
| 2012 | 第3屆金音創作獎 | 《人》             | 最佳節奏藍調單曲獎 | 〈最後的早晨〉  | 獲獎 |
| 2012 | 第3屆金音創作獎 | 《人》             | 最佳節奏藍調單曲獎 | 〈19470228〉    | 提名 |
| 2014 | 第25屆金曲獎    | 《不聽》           | 最佳作詞人獎       | 〈一百分〉      | 提名 |
| 2014 | 第25屆金曲獎    | 《不聽》           | 最佳單曲製作人獎   | J. Wu〈一百分〉 | 提名 |
| 2014 | 第5屆金音創作獎 | 《不聽》           | 最佳專輯獎         | 《不聽》        | 提名 |
| 2014 | 第5屆金音創作獎 | 《不聽》           | 最佳創作歌手獎     | 《不聽》        | 提名 |
| 2014 | 第5屆金音創作獎 | 《不聽》           | 最佳嘻哈專輯獎     | 《不聽》        | 提名 |
| 2014 | 第5屆金音創作獎 | 《不聽》           | 最佳嘻哈單曲獎     | 〈不聽〉        | 提名 |
| 2014 | 第5屆金音創作獎 | 《不聽》           | 最佳風格類型單曲獎 | 〈男性的表白〉  | 獲獎 |
| 2017 | 第28屆金曲獎    | 《硬》             | 最佳國語男歌手獎   | 《硬》          | 提名 |
| 2017 | 第8屆金音創作獎 | 《硬》             | 最佳嘻哈專輯獎     | 《硬》          | 提名 |
| 2017 | 第8屆金音創作獎 | 《硬》             | 評審團獎           | 《硬》          | 獲獎 |
| 2019 | 第30屆金曲獎    | 《暗網》           | 年度專輯獎         | 《暗網》        | 提名 |
| 2019 | 第30屆金曲獎    | 《暗網》           | 最佳台語專輯獎     | 《暗網》        | 提名 |
| 2019 | 第30屆金曲獎    | 《暗網》           | 最佳台語男歌手獎   | 《暗網》        | 提名 |
| 2020 | 第31屆金曲獎    | 黃明志《亞洲通話》 | 年度歌曲獎         | 黃明志〈鬼島〉  | 提名 |
| 2022 | 第33屆金曲獎    | 《台灣隊長》       | 最佳台語男歌手獎   | 《台灣隊長》    | 提名 |

## 大支事件
2007年9月3日晚，海峡杯篮球赛江苏南钢队与台湾啤酒队友谊赛下半场，江苏队球员孟达在比赛中故意肘击台啤队员吴岱豪，导致吴岱豪鼻腔大出血，当场被送往医院，双方队员险些发生大规模冲突。大支在他的个人网站上发表了一首针对孟达的diss。海峡两岸有史以来最激烈的rap对决由此拉开了序幕。
Diss列表：
- 1、《手骨爆裂》—台湾Mc.大支
- 2、《天津饭Diss大支》—天津Mc.天津饭
- 3、《中国Fa》—台湾Mc.大支
- 4、《七龙珠外传之天津饭》—台湾Mc.大支
- 5、《大支，中秋节快乐》—天津Mc.天津饭
- 6、《Diss大支》—南京Mc.光光
- 7、《七龙珠续集之大支篇》—香港Mc.孙悟空&比达
- 8、《Diss光光》—台湾Mc.大支
- 9、《是饭饭与光光》—台湾Mc.JNCO
- 10、《搞事》—台湾Mc.蛋堡
- 11、《Diss 大支》—北京Mc.LonG
- 12、《致敬爱的大支》—甘肃Mc.Pharaoh
- 13、《Trouble Maker》—深圳Mc.LaceDolL
- 14、《大支Diss》—成都Mc.N.T.Freak
- 15、《新台湾Song》—北京Mc.NX
- 16、《你Diss蛋堡是错的》—Mc.BMBooM
- 17、《射烂莲花》—Mc.红狼&乱感觉
- 18、《虾与鲸 DOG G DISS.》—上海Mc.Banny
- 19、《光光公公》—台湾 顏冠希JY
- 20、《房事》—台湾颜社Mc.Young Star
- 21、《围事》—台湾颜社Mc.Gordon国蛋
- 22、《Diss大支》—湖南Mc.小贝
- 23、《DOG G 你听著》—湖南Mc.玄奘三藏
- 24、《大支Diss》—南京Mc.小猪
- 25、《From TAIWAN diss 光光 & 天津飯 & 草泥馬個B》— Mc.Jiu

## 註解
1. ↑  導演│鐘文源, 不按常理出牌，視野才不同 大支 企劃│鍾孟廷. . 誰來晚餐11_Guess Who.   [2019-07-02]. （原始内容存档于2019-07-02）.
2. ↑  YouTube上的大支 ft Jwu 勿忘傷痛 大寶 導/大製作
3. ↑  YouTube上的大支..Japan,we are with you ..台湾のラッパーが日本に激励する
4. ↑  . 蘋果日報. 2012-10-08  [2012-10-23]. （原始内容存档于2012-10-13） （中文（臺灣））.
5. ↑  YouTube上的大支 feat.達賴喇嘛 - "人" / Dog G feat. Dalai Lama -"People" [OFFICIAL VIDEO]
6. ↑  . 自由時報. 2012-12-31  [2013-02-16]. （原始内容存档于2014-03-06） （中文（臺灣））.
7. ↑  . 蘋果日報. 2012-12-31  [2013-02-16]. （原始内容存档于2014-03-06） （中文（臺灣））.
8. 1 2  . 台灣動物新聞網.   [2019-07-02]. （原始内容存档于2019-07-02） （中文（繁體））.
9. ↑  . tw.news.yahoo.com.   [2019-07-02]. （原始内容存档于2019-07-02） （中文（臺灣））.
10. ↑  News, Taiwan. . Taiwan News.   [2019-07-02]. （原始内容存档于2019-07-02）.
11. ↑  ,   [2019-07-02], （原始内容存档于2020-05-19） （中文）
12. ↑  . manfashion這樣變型男. 2018-06-05  [2019-07-02]. （原始内容存档于2019-07-02） （中文（臺灣））.
13. ↑  . 台灣環境資訊協會-環境資訊中心.   [2019-07-02]. （原始内容存档于2019-07-02） （中文（繁體））.
14. ↑  . 2021-04-13  [2021-10-24]. （原始内容存档于2021-10-27）.

## 外部連結
- Dwagie大支的Facebook專頁
- 大支的Instagram帳戶
- YouTube上的曾大支頻道
- 大支 Dwagie（页面存档备份，存于）（KKBOX）
- 大支在互联网电影资料库（IMDb）上的資料（英文）